# Étienne Cabet

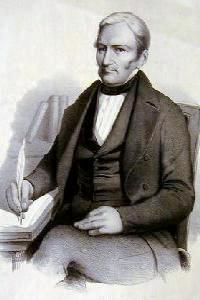
Étienne Cabet (1788-1856)

Étienne Cabet (Dijon, 1 januari 1788 – Saint Louis (Missouri), 9 november 1856) was een Franse filosoof, politicus en christelijke communist. Hij was de bedenker van de term communisme.

## Biografie
Étienne Cabet werd dankzij zijn deelname aan de revolutie van 1830 aangesteld als procureur-generaal van Corsica door de nieuwe regering. In 1831 werd hij in het Franse parlement gekozen als een liberale radicaal. Hij begon de krant Le Populaire waarin hij de regering bekritiseerde. Hiervoor werd hij veroordeeld, waarna hij vluchtte naar Groot-Brittannië om onder zijn straf uit te komen. Daar raakte hij bevriend met de socialist Robert Owen. In 1839 mocht Cabet terugkeren naar Frankrijk. Cabet publiceerde in 1840 het utopische boek Voyage en Icarie (Reis naar Icarië) over de fictieve republiek Icarië. Hij liet zich sterk inspireren door het boek Utopia van Thomas More. De aanhangers van Cabet noemden zichzelf Icariërs of communisten.
Cabet vertrok in 1849 naar Texas, waar hij met ongeveer 480 Fransen een commune oprichtte. Zijn aanhangers moesten plechtig beloven dat Cabet voor tien jaar de dictator zou zijn. De commune mislukte, waarna ook het verkoopcontract nietig werd verklaard. De overgebleven 280 Icariërs kochten een dorp van een Mormoons gemeenschap. In 1856 weigerde de meerderheid om nog langer Cabets bevelen op te volgen. Een aantal dagen na de splitsing stierf Cabet aan een beroerte. De laatste commune die gebaseerd was op de denkbeelden van Cabet werd in 1898 opgeheven.

## Denkbeelden
Het boek Voyage en Icarie ging over de fictieve communistische republiek Icarië (dus niet het echt bestaande Griekse eiland) waar geen persoonlijk eigendom bestaat. Alle productiemiddelen zijn eigendom van de overheid. Er is een vast aantal uren dat men op een dag zou moeten werken in grote gemeenschappelijke werkplaatsen. Iedere staatsburger van de communistische republiek krijgt consumptiegoederen naar diens behoefte. Iedereen staat op hetzelfde uur op, werkt op dezelfde tijdstippen, eten het ontbijt en lunch gezamenlijk in eetzalen en gaan op hetzelfde tijdstip naar bed. Het parlement en alle functionarissen zouden democratisch gekozen worden. Vrijheid van meningsuiting werd sterk ingeperkt. Er zou slechts een krant mogen bestaan. Verouderde boeken zouden verbrand worden. Het christendom zou als staatsgodsdienst fungeren en kritiek op het christendom was verboden.
Cabet schreef het werk Le vrai christianisme suivant Jésus Christ (Het echte christendom volgens Jezus Christus) waarin hij beweerde dat Jezus een communist was. Cabet beschouwde het gezamenlijke eigendom van de eerste christenen – beschreven in de Handelingen van de apostelen – als een vorm van communisme. Volgens Cabet moest het communisme geleidelijk ingevoerd worden door de invoering van een hoge erfenisbelasting.
- Biblioteca Nacional de España: XX1164657
- Bibliothèque nationale de France: cb11894715g (data)
- Catàleg d'autoritats de noms i títols de Catalunya: 981058528066606706
- CiNii: DA00826678
- Gemeinsame Normdatei: 11866641X
- International Standard Name Identifier: 0000 0001 2283 8769
- Library of Congress Control Number: n50032546
- Nationale Bibliotheek van Tsjechië: skuk0000193
- Nationale bibliotheek van Australië: 35786031
- Nationale Bibliotheek van Israël: 987007270815005171
- Nationale Bibliotheek van Polen: a0000002638915
- Nationale en Universitaire bibliotheek Zagreb: 000678553
- Nederlandse Thesaurus van Auteursnamen: 069966869
- Réseau des bibliothèques de Suisse occidentale: 02-A003067524
- SNAC: w62j6xds
- Système universitaire de documentation: 026761122
- Trove: 1087129
- Union List of Artist Names: 500245288
- Virtual International Authority File: 107543376
- WorldCat: E39PBJrCgPB37jhcX7MHBXkbh3